# Simply Unstoppable
Simply Unstoppable è un brano musicale del rapper britannico Tinie Tempah, pubblicato come settimo singolo estratto dall'album Disc-Overy pubblicato dalla Parlophone. Il singolo è stato reso disponibile per il download digitale il 20 aprile 2011, e figura il featuring del batterista statunitense Travis Barker.

## Tracce
UK Digital Download
1. Simply Unstoppable (YES Remix) - 3:57
2. Simply Unstoppable (album version) - 3:35

## Classifiche
| Classifica (2011) | Posizione più alta |
| ----------------- | ------------------ |
| Regno Unito       | 33                 |